# جیواناواتا
جیواناواتا (به لاتین: Jiwanawatta) یک منطقهٔ مسکونی در سری‌لانکا است که در استان مرکزی (سری‌لانکا) واقع شده‌است.